# 기노카와강
기노카와강(紀の川)은 일본 나라현과 와카야마현을 흐르는 강이다. 나라현에서는 요시노강(吉野川)으로 불린다. 오다이가하라산에서 발원해 서쪽으로 흘러 와카야마시의 바다로 흘러든다.

## 지리
나라현과 미에현의 경계는 수원으로 지정되어있다. 우기에는 충적 평야를 형성한다. 강은 종종 유로를 변경해 빈번한 홍수를 일으킨다.

## 역사
풍부한 물은 인간 정착에 유리했다.
고야산 지역은 고카와 사, 미쓰이 사의 힘이 강력해 오다 노부나가가 등장할 때까지는 중앙 권력이 미치지 못했다.
기노가와강은 소설가 아리요시 사와코의 소설 제목이기도 하다.

## 철도
서일본 여객철도 와카야마선이 강을 따라 달린다.